# Oxytropis chinglingensis
Oxytropis chinglingensis är en ärtväxtart som beskrevs av C.W.Chang. Oxytropis chinglingensis ingår i släktet klovedlar, och familjen ärtväxter. Inga underarter finns listade i Catalogue of Life.